# 学校法人晃華学園
学校法人晃華学園（がっこうほうじんこうかがくえん）は、東京都調布市に所在する、幼稚園・小学校・中学校・高等学校を運営するカトリック系の私立学校法人。幼稚園・小学校は男女共学、中学校・高等学校は女子のみである。
小学校の詳細は晃華学園小学校、中学校・高等学校の詳細は晃華学園中学校・高等学校を参照。

## 概要
- 設立母体は1816年創立の汚れなきマリア修道会（Société de Marie）であり、日本では1949年に活動を開始した。[3]
- 2012年には晃華学園中学校・高等学校がユネスコスクールに加盟し、持続可能な開発のための教育（ESD）を校内カリキュラムの柱に据えている。[4]
- 2025年5月時点で法人全体の在籍者数は約2,000名。[2]

## 教育理念
晃華学園はマリアニストスクール共通の「5つの柱」に基づき、奉仕・正義・平和を重んじる全人教育を実践している。

## 沿革
- 1950年3月 - 暁星学園付属マリアの園幼稚園開園
- 1957年4月 - 暁星学園付属晃華小学校開校
- 1961年1月 - 暁星学園より法人分離、学校法人晃華学園として独立
- 1963年4月 - 晃華学園中学・高等学校開校
- 2012年 – 中学校・高等学校がユネスコスクール加盟。[4]

カトリック・汚れなきマリア修道会を母体とし、1949年（昭和24年）に設立。九段の暁星学園の設立母体であるマリア会とは姉妹関係にある。

## 設置校
幼稚園
- 晃華学園マリアの園幼稚園（東京都調布市）
- 晃華学園暁星幼稚園（東京都東村山市）

小学校
- 晃華学園小学校（東京都調布市）

中学校・高等学校
- 晃華学園中学校・高等学校（東京都調布市） – 完全中高一貫・女子校

## 交通アクセス
登下校の時間帯には、スクールバスがJR中央線・西武多摩川線武蔵境駅と、京王線国領駅から出ている。
路線バスの場合
- 京王線つつじヶ丘駅より深大寺行き
- 京王線調布駅北口より杏林大学病院行き
- JR中央線三鷹駅より晃華学園東行き
- JR中央線・京王井の頭線吉祥寺駅より調布駅北口ゆきにて「青渭神社前」下車

## 主な出身者
- 鴻野わか菜 – ロシア文学者、早稲田大学教授
- 松尾翠 – フリーアナウンサー、元フジテレビアナウンサー
- 姫野美南 – NHKアナウンサー

## リンク
- 学校法人晃華学園
- 晃華学園中学・高等学校
- 晃華学園小学校
- マリアの園幼稚園
- 晃華学園暁星幼稚園